# 重兴寺塔
重兴寺塔位于陕西省铜川市印台区印台山麓印台区文化馆内，俗称铜川塔，1956年被列为第一批陕西省文物保护单位，2013年被列为第七批全国重点文物保护单位。
重兴寺早已被毁，仅存宋塔一座。塔建于北宋，系密檐式砖塔，平面呈六角形，底层边长2.17米，共七层，高16米。